# John Arnold Bergh
John Arnold Bergh, född 10 augusti 1872 i Helsingfors, död 7 november (eller 4 november enligt Helsingfors universitets matrikel) 1939 i Borgå, var en finlandssvensk författare. Han använde också namnen Arnold och Mikael Sand.
Bergh var son till justitierådmannen och författaren Johan Herman Edvard Bergh (1829–1903) och Johanna Charlotta Lemström.
Han blev student år 1895 från Svenska lyceum i Helsingfors och studerade därefter medicin vid Helsingfors universitet. Han var tvungen att avbryta studierna på grund av sjukdom. 
Bergh verkade senare som jordbrukare, författare, fysioterapeut och massör.
Han var gift två gånger, först med Amalia Serafina Sundström 1893–1914 och sedan med engelska Ethel Gready från år 1914 till sin död.

## Utmärkelser
- Svenska litteratursällskapets litteraturpris 1914 [4]
- Tollanderska priset 1915[5]

## Verk
- Noveller ur sagoverlden, diktade för ungdom af Arnold. G. W. Edlund, Helsingfors 1895
- Olof Grehn: skildring från studentlifvet i Helsingfors. Söderström 1906
- Santa Rosita: en berättelse från sommaren 1906 i Finland. Söderström 1907
- Efter ofreden: berättelse. Söderström 1910 (suomeksi nimellä Piilopirtissä : kertomus Ison-vihan jälkeiseltä ajalta, WSOY 1910)
- Från hafvet är den vind, som i tallarna går: skisser och berättelser. Söderström 1913
- Fåglar: dikter. Söderström 1913
- Yrsa: berättelse. Söderström 1914
- Ararat: berättelse. Lilius & Hertzberg, Helsingfors 1917
- Katten Mussos äventyr, nedskrivna av honom själv: berättelse för barn och ungdom, med 16 överstycken i silhuett av Johan Leksell. Söderström 1925
- Fädrens röster: skådespel i tre akter, Borgåbladets teaterbibliotek 9. Borgå 1928
- Lottsedeln: fars i tre akter, Borgåbladets teaterbibliotek 61. Borgå 1935

Under namnet Mikael Sand:
- Eddas jordglob: berättelse för barn. Schildt, Helsingfors 1917 (suomeksi nimellä Pikku Lallin maapallo, WSOY 1918)
- Eddas äventyr på planeterna: berättelse för barn. Schildt, Helsingfors 1919 (suomeksi nimellä Pikku Lallin tähtimaailma, WSOY 1920)
- Eddas äventyr i historien: berättelser för barn. Schildt, Helsingfors 1922 (suomeksi nimellä Pikku Laurin seikkailut menneisyydessä, WSOY 1924)
- Ryttaren från Savolax: berättelse från trettioåriga krigets dagar. Söderström 1934